# Vũ Việt Hùng
Vũ Việt Hùng là Kiểm sát viên Viện kiểm sát nhân dân tối cao Việt Nam. Ông hiện giữ chức vụ Vụ trưởng Vụ Thi đua - Khen thưởng (Vụ 16), Viện kiểm sát nhân dân tối cao Việt Nam. Ông cũng là Vụ trưởng đầu tiên của vụ này.

## Tiểu sử
Ngày 10 tháng 9 năm 2013,  Vụ Thi đua – Khen thưởng thuộc Viện kiểm sát nhân dân tối cao Việt Nam được thành lập theo quyết định số 292 QĐ-VKSTC-V9 và Vũ Việt Hùng được bổ nhiệm giữ chức vụ Vụ trưởng theo Quyết định số 70 QĐ-VKSTC-V9. Lúc này, Vũ Việt Hùng là Kiểm sát viên Viện kiểm sát nhân dân tối cao Việt Nam, Phó Vụ trưởng Vụ Thực hành quyền công tố và kiểm sát điều tra án hình sự về trật tự xã hội, Viện kiểm sát nhân dân tối cao Việt Nam.